# Dietmar Seyferth
Dietmar Seyferth (* 11. Januar 1929 in Chemnitz; † 6. Juni 2020) war ein deutsch-amerikanischer Chemiker (Metallorganische Chemie).

## Leben
Seyferth war der Sohn eines Chemikers und kam mit seiner Familie 1933 in die USA, wo er an der State University of New York at Buffalo studierte und 1951 seinen Bachelor-Abschluss erhielt. Anschließend setzte er sein Studium an der Harvard University fort mit dem Master-Abschluss 1953 und der Promotion 1955. Noch vor Abschluss der Promotion war er 1954/55 an der TU München bei Ernst Otto Fischer. 1955/56 war er als Forschungschemiker bei dem Silikonproduzenten Dow Corning Corp. in Midland (Michigan) und dann wieder in Harvard als Mitarbeiter von Eugene G. Rochow. Ab 1957 war er am Massachusetts Institute of Technology, an dem er 1959 Assistant Professor, 1962 Associate Professor und 1965 Professor wurde. 1962 wurde er Sloan Research Fellow. 1977 wurde er Mitglied der Leopoldina.
Seyferth befasste sich seit seiner Dissertation mit metallorganischen Verbindungen, besonders der Hauptgruppenelemente Lithium, Zink, Quecksilber, Bor, Silizium, Germanium, Zinn, Blei, Phosphor und Magnesium und der Übergangsmetalle Kobalt und Eisen. Die Seyferth-Gilbert-Kettenverlängerung ist nach ihm benannt.
1964 bis 1981 war Seyferth Mitherausgeber des Journal of Organometallic Chemistry und 1982 war er Gründer und bis 2010 Herausgeber von Organometallics. Zudem wurde er 1995 in die American Academy of Arts and Sciences und 2001 in die National Academy of Sciences gewählt. Seyferth starb im Juni 2020 infolge einer COVID-19-Infektion im Alter von 91 Jahren.